# باربارا لی-هانت
باربارا لی-هانت (انگلیسی: Barbara Leigh-Hunt؛ زادهٔ ۱۴ دسامبر ۱۹۳۵ – ۱۶ سپتامبر ۲۰۲۴) هنرپیشه اهل انگلستان بود. وی از سال ۱۹۵۴ میلادی تا ۲۰۰۴ فعالیت بوده است.
از فیلم‌هایی که وی در آن نقش داشته است، می‌توان به جنون، بیلی الیوت، اوه! سگ بهشتی، هنری هشتم، جنگ شاد و ونیتی فیر اشاره کرد.